# Chuelles
Chuelles é uma comuna francesa na região administrativa do Centro, no departamento Loiret. Estende-se por uma área de 31 km². Em 2010 a comuna tinha 1 215 habitantes (densidade: 39,2 hab./km²).